# 사회민주당 (대만)
사회민주당(중국어: 社會民主黨 서후이민주당[*]) 중화민국의 진보주의 정당이다. 주로 약칭해 사민당 또는 사민이라고 부른다. 전신인 2015년 3월 29일 만든 정당이다.
초기에는 태양화 운동(太陽花運動) 노선을 계승해 “개방적이고 투명한”를 내걸었지만. 사회민주주의 색채를 내세우게. 타이완 독립 을 지향하고 원. 그러나 민주진보당에는 반대하면서, 보수주의이나 친 재벌 정책 에는 우호적인 태도를 보인다고 생각하는 사람도 있다. 특히 과거의 대만의 내정 에 대한 대응이 충분하지 않았다는 비판은 강하다. 경제적으로는 복지사회를 목표로 하고, 고용 창출 및 고용 안정, 충실한 복지를 근간으로 한 경제 대책의 필요성을 강조한다. 다른 정당과 비교해 여성의 비율이 높은 것도 특징적인 면으로, 양성평등 의지와 여성의 권리 확립을 명확하게 지향한다.

## 역대 지도부 목록

### 역대 당 주석
| 대수   | 이름   | 직함      | 임기                              |
| ------ | ------ | --------- | --------------------------------- |
| 1      | 판윈   | 당 주석   | 2015년 3월 29일 ~ 2016년 1월 26일 |
| (임시) | 첸상지 | 대리 주석 | 2016년 1월 29일 ~ 2016년 3월 26일 |
| 2      | 첸상지 | 당 주석   | 2016년 3월 26일 ~ 2017년 1월 23일 |
| (임시) | 판윈   | 대리 주석 | 2017년 1월 23일 ~ 2019년 3월 22일 |
| 3      | 딩용얀 | 당 주석   | 2019년 3월 23일 ~ 2021년 10월 2일 |
| 4      | 루홍지 | 당 주석   | 2021년 10월 2일 ~ 현재            |

## 역대 선거 결과

### 입법위원 선거
| 실시년도 | 의석 수 | 득표수  | 득표율 | 결과  | 의석 증감 | 지도자 |
| -------- | ------- | ------- | ------ | ----- | --------- | ------ |
| 2016     | 0 / 113 | 308,106 | 2.5%   | 제6당 |           | 판윈   |

### 지방 선거
| 실시년도 | 직할시/현시장 | 직할시/현시의원 | 향진시구장 | 향진시구민대표 | 촌리장    | 지도자 |
| 2018     | 0 / 22        | 1 / 912         | 0 / 204    | 0 / 2,148      | 0 / 7,744 | 판윈   |
| 2022     | 0 / 22        | 1 / 910         | 0 / 204    | 0 / 2,138      | 0 / 7,740 | 루홍지 |
| -------- | ------------- | --------------- | ---------- | -------------- | --------- | ------ |

## 같이 보기
- 중화민국의 정치
- 중화민국의 정당
- 타이완의 독립
- 민주진보당
- 범록연맹